# Нечипорук, Владимир Павлович
Владимир Павлович Нечипорук (род. 18 января 1949 года, Красиловский район Хмельницкой области) — украинский государственный политический и общественный деятель, генерал-полковник милиции.
Народный депутат Верховной рады Украины III—IV созывов.
Доктор юридических наук, доктор философии, профессор.
Академик Академии технологических наук Украины.
Генерал козацтва Украины (генерал армии).

## Биография
Окончил юридический факультет Киевского университета имени Шевченко (1982).
В 1975—1994 годах служил в органах внутренних дел Украины.
Выпускник с отличием программы подготовки руководящих кадров МВД союзных республик Академии МВД СССР в Москве (1992).
В 1998—2002 годах народный депутат Верховной рады Украины.
Кандидат юридических наук, кандидатская диссертация «Уголовная ответственность за нарушение политических прав граждан» (Одесская юридическая академия, 2001).
В 2002—2006 годах народный депутат Верховной рады Украины.
Член СДПУ(о).
С 2003 года президент Национальной федерации Самбо Украины.
С 2004 года лидер украинской партии «Народна влада».
Кандидат в президенты Украины на выборах 2004 года.
Семья: жена Алла Анатольевна (г. р. 1964); дети: сын Олег (г. р. 1977), дочери Оксана (г. р. 1984) и Ольга.
Награждён орденом Святого архистратига Михаила, орденом Христа Спасителя (УПЦ КП), орденом «Рождество Христово» I степени (2000, УПЦ); медалями: «За отличную службу по охране общественного порядка», «Память 1500-летия Киева»; другими наградми.
Заслуженный юрист Украины (08.2002).